# Spreizler

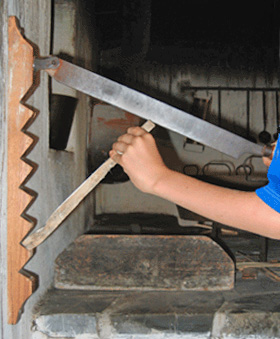
Alter Spreizler

Der Holzspreizler ist ein einfaches Gerät, mit dem man Anzündholz von einem größeren Stück abspalten („spreizeln“) kann. Dazu wird eine Klinge an einem Ende beweglich gelagert, ähnlich wie bei einem Papierschneider. Der Holzspreitzler war bis etwa zur Mitte des 20. Jahrhunderts vor allem auf Bauernhöfen des Alpenraumes verbreitet. Verglichen mit der Axt war diese Art, sein Anzündholz herzustellen, relativ gefahrlos. Verwendet wurde trockenes Weichholz, Tanne oder Fichte.
Im Freilichtmuseum Glentleiten ist ein Holzspreizler erhalten.